# Casalzuigno
Casalzuigno – miejscowość i gmina we Włoszech, w regionie Lombardia, w prowincji Varese.
Według danych na rok 2004 gminę zamieszkiwało 1207 osób, 172,4 os./km².